# Unió Monetària Llatina
La Unió Monetària Llatina (UML) fou un intent del segle xix d'unificar diverses monedes europees en una de sola que pogués ser utilitzada a tots els estats membres, en una època en què la major part de les monedes nacionals encara eren fetes d'or i d'argent, que es va dur a terme entre 1865 i 1927. Fou, doncs, el precedent més clar de l'actual Eurozona.

## Història
El 1865, França, Bèlgica, Itàlia i Suïssa van integrar la unió i van acordar canviar les seves respectives monedes nacionals a un estàndard de 4,5 grams d'argent o 0,290322 grams d'or (un quocient de 15,5 a 1) i fer-les lliurement intercanviables. L'acord es va implantar el 1866. Més endavant s'hi van afegir Espanya i Grècia el 1868, i Romania, Àustria, Bulgària, Veneçuela, Sèrbia, Montenegro, San Marino i els Estats Pontificis el 1889. El 1904 les Índies Occidentals Daneses també van adoptar aquest estàndard de canvi, però no es van acabar d'afegir pròpiament a la Unió. També es va discutir llargament la possibilitat que s'hi incorporessin la Gran Bretanya i els Estats Units, cosa que finalment no van fer.
El cardenal Giacomo Antonelli, l'administrador del Tresor Pontifici, amb l'acord tàcit de Napoleó III de França, es va embrancar en un ambiciós projecte d'emissió de monedes d'argent que no tenien la quantitat prescrita de metall. Les monedes papals de seguida van travessar les fronteres estatals i van començar a circular excessivament pels altres estats de la Unió, en profit de les arques de la Santa Seu, però va arribar un moment que els bancs de Suïssa i França van rebutjar les monedes pontifícies i els Estats de l'Església foren expulsats de la Unió.
A causa de les fluctuacions de l'or i l'argent i de les turbulències polítiques del primer terç del segle xx, la unió monetària va començar a decandir cap a la dècada del 1920 i el 1927 se'n va declarar formalment l'acta de defunció.

## Monedes
| Jordi I de Grècia a les 5 dracmes del 1874  | Jordi I de Grècia a les 5 dracmes del 1874  | Leopold II de Bèlgica als 5 francs del 1868      | Leopold II de Bèlgica als 5 francs del 1868      |
| 5 dracmes, cara                             | 5 dracmes, creu                             | 5 francs, cara                                   | 5 francs, creu                                   |
| Napoleó III de França als 5 francs del 1868 | Napoleó III de França als 5 francs del 1868 | Víctor Manuel II d'Itàlia a les 5 lires del 1874 | Víctor Manuel II d'Itàlia a les 5 lires del 1874 |
| 5 francs, cara                              | 5 francs, creu                              | 5 lires, cara                                    | 5 lires, creu                                    |